# Outi Heiskanen

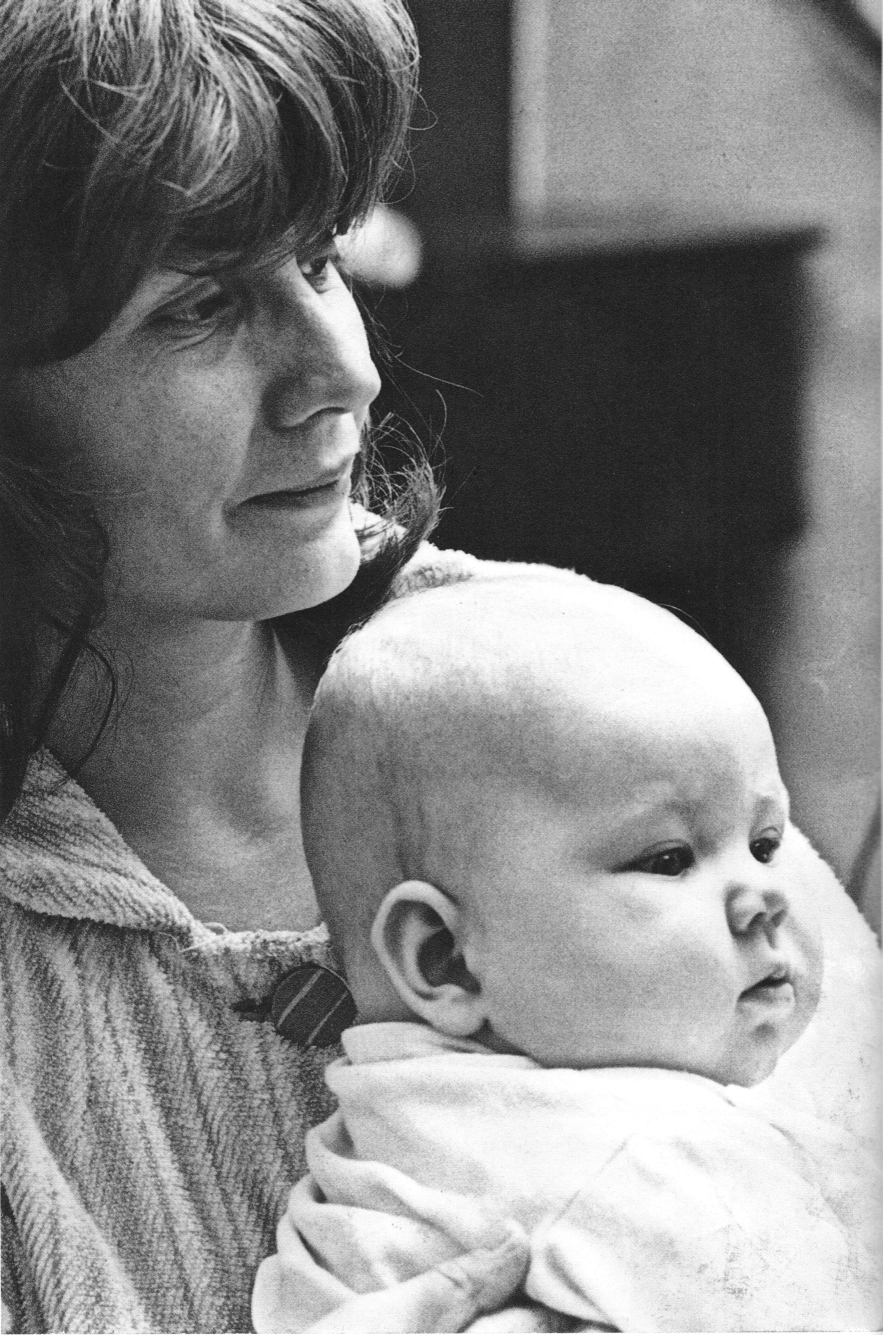
Outi Heiskanen år 1964 med dottern Karoliina.

Outi Marjatta Heiskanen (”Heis”), född Kanervo den 26 september 1937 i S:t Michel, död 30 september 2022 i Vemo, var en finländsk grafiker. 
Heiskanen studerade vid Konstindustriella läroverket 1956–1959 (med bland andra Pentti Kaskipuro som främsta vägledare) och 1966–1973 samt vid Finlands konstakademis skola 1966–1969. Hon har sedan slutet av 1960-talet företagit flera resor till bland annat Indien och Tibet, och bestigit Himalaya till 5 600 meters höjd. Sedan slutet av 1980-talet har hon arbetat på Gotland. 
Heiskanen är mest känd för sin metallgrafik, teckningar, installationer och konstverk i olika material, som stenar, speglar, glas och ris. Ett återkommande tema i hennes konst och mytiska sagovärld är relationerna mellan människan och djuren, studiet av döendet, ensamheten och tomheten (hennes egna ord). Hennes små intima, ofta poetiska arbeten präglas av värme och humor. Hon var en av de stiftande medlemmarna av den avantgardistiska, tvärkonstnärliga Belliniakademin 1973 och Record Singers-gruppen samma år. Hon skapade offentliga arbeten bland annat för Utrikesministeriet 1987 och Tekniska högskolan i Villmanstrand 1997. 
Outi Heiskanen verkade som teckningslärare 1959–1973, som professor vid Bildkonstakademin (grafiska linjen) 1992–1995 och som dess rektor 1994–1995. Hon var Årets konstnär vid Helsingfors festspel 1986. Hon gav ut boken Heis hius hajalla (2000) med egna dagboksanteckningar, illustrerad med konstverk från olika perioder. Hon tilldelades Pro Finlandia-medaljen 1984, Prins Eugen-medaljen 1996, blev filosofie hedersdoktor 1997 samt tilldelades Finlandspriset 1998 och titeln Konstens akademiker 2004.
Heiskanen finns representerad vid Nationalmuseum.

### Uppslagsverk
- Bonsdorff, Bengt von: Heiskanen, Outi i Uppslagsverket Finland (webbupplaga, 2012). CC-BY-SA 4.0